# Reinhard Pappenberger
Reinhard Pappenberger (Grafenwoehr, 30 de junho de 1958) é bispo auxiliar na diocese de Regensburg .

## Vida
Pappenberger participaram do ensino secundário em Weiden e, em seguida, feita em 1979 na final dos bloomers Escola São José, em Fockenfeld o ensino médio . Depois de estudar teologia e filosofia católica na Universidade de Ratisbona, Pappenberger recebeu, em 29 de junho de 1985, na Igreja Dominicana de São Francisco, em São Francisco , o bispo Manfred Müller, o Sacramento da Ordem . De 1985 a 1988 foi capelão na paróquia de Sankt Marien em Sulzbach-Rosenberge de 1988 a 1990 na paróquia de Sankt Josef em Weiden in der Oberpfalz. De 1990 a 1995, foi o trabalho diocesano do Movimento dos Trabalhadores Católicos e Jovens Trabalhadores Cristãos e, ao mesmo tempo, até o vigário paroquial 2005 da paróquia de St. John em Langenerling . Desde 1995, atuou no Ordinariato Episcopal da Diocese de Regensburg e foi nomeado em 1996 Ordinariatsrat. Seus deveres incluíam, entre outras coisas, a direção da Pastoral das Leituras e da Pastoral da Igreja , Casamento e Família e Juventude e Associação . Às vezes, ele também era conselheiro de clérigo do conselho diocesanoe Comissário Episcopal do Comitê Diocesano de Associações. Em 2003, ele foi nomeado capitão catedral no capítulo da catedral da diocese.
Papa Bento XVI. nomeou ele bispo titular de Aptuca e bispo auxiliar de Regensburg em 6 de fevereiro de 2007 . Ele recebeu a ordenação episcopal em 25 de março de 2007 pelo Bispo Gerhard Ludwig Müller na Alta Catedral de São Pedro em Regensburg . Como co-consecrators olhou Bispo Wilhelm Schraml de Passau, eo Bispo de Pilsen (República Checa), František Radkovský .
Na Conferência Episcopal Alemã, Reinhard Pappenberger é membro da Comissão de Liturgia , da Comissão da Igreja Mundial e da sua subcomissão de questões missionárias (especialmente MISSIO) e da Comissão para o Matrimónio e a Família . 

## Links da Web
- Porträt des Weihbischofs/Bistum Regensburg
- Pressemitteilung des Bistums Regensburg über die Ernennung Pappenbergers zum Weihbischof
- Meldung über die Ernennung Pappenbergers zum Weihbischof des Presseamtes des Heiligen Stuhls vom 6. Februar 2007
- Cheney, David M. «bishop» (em inglês). Catholic-Hierarchy.org